# Eunotus strenus
Eunotus strenus är en stekelart som beskrevs av Xiao och Huang 2001. Eunotus strenus ingår i släktet Eunotus och familjen puppglanssteklar. Inga underarter finns listade i Catalogue of Life.